# Марк Верий Флак
Марк Верий Флак (на латински: Marcus Verrius Flaccus; * 60 пр.н.е. в Пренесте) е римски граматик и учител по времето на императорите Август и Тиберий. Той е признат филолог и изследовател на древността.
Той е освободен роб на Верий Флак, авторитет по жреческо право или на Вераний Флак, автор на гадания.
Като учител сзава много прочут и затова е извикан в двореца да стане възпитател на Гай Цезар и Луций Цезар, внуците на Август. Той се мести заедно с цялото си училище, заплатата му се увеличава и той повече не приема други ученици. Умира в напреднала старост по времето на Тиберий.
В негова чест поставят негова статуя в една мраморна ниша в Пренесте, чийто надписи са открити през 1771 г. и 1778 г.

## Произведения
Най-важното му произведение е речникът на латински „De verborum significatione“, който по-късно е преработен от Секст Помпей Фест.
Други загубени произведения на Флак са:
- De Orthographia: De Obscuris Catonis
- Saturnus
- Rerum memoria dignarum libri
- Res Etruscae.